# Коса Стојковић
Коса Стојковић (Лозница, 13. октобар 1949 — Лозница 17. јул 2012) бивша је југословенска атлетска репрезентативка, специјалиста за бацање диска, мада се повремено бавила и бацањем копља и кугле.

## Биографија
Рођена је у Лозници 1949. године, девојачко презиме је било Николић. Дипломирала је на Факултету за физичку културу у Сарајеву и три деценије је радила као професор физичког васпитања у лозничкој гимназији „Вук Караџић“.
Од 16. године се бавила атлетиком. Била је члан АШК из Шапца, а кад је отишла на факултет АК Сарајево. Шест пута је била првак Југославије у бацању диска. Пет пута је обарала национални рекорд Први пут 1972 оборила је рекорд стар 16 година са 49,28 метара. Последњи је опстао необорен пуних 13 година. Освојила је бронзану медаљу на Медитеранским играма у Сплиту 1979, добитница је Мајске награде града Сарајева 1978, а освајала је и титулу најбоље спортисткиње града Сарајева 1972. и 1973, као и Сребрне плакете Атлетског савеза Југославије за више од 100 наступа у репрезентацији и за 110 освојених медаља, пехара и плакета.
За све што је учинила за српски спорт Коса Стојковић је од Скупштине општине Лозница добила плакету за животно дело.
Коса Стојковић је била и политички активна. У два мандата била је одборник у Скупштини Лознице. У последњем мандату била је председница Савета за спорт Градског већа.
Родила је два сина, Владимира и Владана. Владимир Стојковић је голман Партизана и репрезентације Србије.
Преминула је у Лозници 17. јула 2012. године.